# باشگاه فوتبال ونس
باشگاه فوتبال ونس المپیک (برتون: Klub Olimpek Gwened) که معمولاً به عنوان سادهٔ ونس شناخته می‌شود یک باشگاه فوتبال فرانسوی مستقر در ونس است. این باشگاه در سال ۱۹۹۸ در نتیجه ادغام دو باشگاه Véloce vannetais که در سال ۱۹۱۱ تأسیس شد و FC Vannes که قبل از سال ۱۹۹۱ با نام UCK Vannes در سال ۱۹۴۶ تأسیس شد، تشکیل شد و در حال حاضر در لیگ ملی ۲ (سطح چهارم فوتبال فرانسه) بازی می‌کند. ونس مسابقات خانگی خود را در ورزشگاه Stade de la Rabine واقع در شهر ونس انجام می‌شود.

## تاریخچه
اگرچه ونس در اواخر دهه ۱۹۹۰ تشکیل شد، اما به یک باشگاه فوتبال خوب تبدیل شد. در اولین فصل از وجود این باشگاه، برنده Division d'Honneur در منطقه بریتانی شد. تقریباً یک دهه بعد، این باشگاه لیگ ملی فرانسه (سطح سوم فوتبال فرانسه) شد تا به لیگ ۲ صعود کند. در مسابقات جام اتحادیه باشگاه‌های فرانسه ونس به فینال ۲۰۰۹–۲۰۰۸ جام اتحادیه باشگاه‌های فرانسه رسید در حالی که اولین بار بود که این باشگاه در این مسابقات شرکت می‌کرد. این تیم در راه رسیدن به فینال باشگاه‌های لیگ ۱ مثل نیس و اوسر را شکست داد اما در فینال ونس مغلوب بوردو شد.
این باشگاه برای سه فصل در لیگ ۲ باقی ماند، اما در سال ۲۰۱۲ سقوط کرد و موفق به بازگشت نشد و در سال ۲۰۱۴ ورشکست شد. آنها در بخش برتر نخبگان منطقه بریتانی (معادل سطح هفتم فوتبال در فرانسه) به دستور فدراسیون فوتبال فرانسه اصلاح شدند. دو ارتقای متوالی باشگاه را به لیگ ملی ۳ (سطح پنجم فوتبال فرانسه) برای فصل ۲۰۱۶–۱۷ بازگرداند.

## افتخارات
- جام اتحادیه باشگاه‌های فرانسه
  - نایب قهرمان: ۲۰۰۹–۲۰۰۸[۷]
- لیگ ملی فرانسه
  - قهرمان: ۲۰۰۸–۲۰۰۷[۸]
- لیگ ملی ۲
  - قهرمان: ۲۰۰۴–۲۰۰۳[۹]